# Jörn Schwinkendorf
Jörn Schwinkendorf (* 27. Januar 1971 in Hamburg) ist ein ehemaliger deutscher Fußballspieler und heutiger -trainer.

## Laufbahn
Der in Norderstedt aufgewachsene gelernte Kfz-Mechaniker Schwinkendorf begann beim SV Friedrichsgabe mit dem Vereinsfußball. Nach einem kurzen Intermezzo als A-Jugendlicher beim Hamburger SV ging er zum 1. SC Norderstedt, wo er am letzten Spieltag der Saison 1988/89 erstmals für die erste Herrenmannschaft in der Oberliga Nord zum Einsatz kam und dort unter Trainer Michael Lorkowski ab der Spielzeit 1989/90 fest zum Kader gehörte. Es folgten drei Jahre als Stammspieler. Als der bis Oktober 1990 in Norderstedt tätige Lorkowski zur Saison 1992/93 Trainer beim Zweitligisten FC St. Pauli wurde, verpflichtete er seinen früheren Norderstedter Spieler. Auch dort konnte sich Schwinkendorf durchsetzen und hielt mit seiner Mannschaft die Klasse. Aus finanziellen Gründen wurde er aber bereits nach einem Jahr für 300.000 Mark an den Wuppertaler SV verkauft. Dort blieb er ebenso nur eine Spielzeit wie anschließend beim 1. FC Saarbrücken.
Zur Saison 1995/96 wechselte er dann in die Bundesliga zu Fortuna Düsseldorf. Bereits am ersten Spieltag gab er als Einwechselspieler im Bremer Weserstadion gegen den SV Werder sein Bundesliga-Debüt. Obgleich er sich zwischenzeitlich einen Stammplatz in der Mannschaft erkämpft hatte, kam er auch verletzungsbedingt nur auf 18 Spiele und zog abermals nach einem Jahr weiter. Er schloss sich dem VfB Lübeck an und wurde als feste Größe in der Lübecker Defensive zur Saison 1997/98 vom Bundesligaabsteiger SC Freiburg verpflichtet. Mit dem SCF konnte er den Aufstieg feiern, wenngleich Schwinkendorf zuletzt nur noch als Einwechselspieler zum Zuge kam. Nach einem Kreuzbandriss kam er in der folgenden Saison nur auf fünf Bundesligaspiele und wurde zur Saison 1999/2000 vom Zweitligisten SV Waldhof Mannheim verpflichtet. Bereits im November wechselte er für 100.000 Pfund nach Wales zu Cardiff City. Dieses wenig erfolgreiche Gastspiel – Cardiff stieg aus der drittklassigen Football League Second Division ab, und Schwinkendorf hatte keinen Stammplatz inne – endete zum Saisonende, woraufhin er wieder nach Deutschland zurückkehrte und sich dem VfL Osnabrück anschloss. Dies war seine letzte Station im Profifußball.
Bis ins Jahr 2005 war er daraufhin Trainer (teils auch Spielertrainer) des Ober- und Verbandsligisten FC Teningen. 2004 qualifizierten sich die Teninger für den DFB-Pokal, wo der Außenseiter mit 1:2 nur knapp gegen den 1. FC Nürnberg durch ein Tor in der Nachspielzeit verlor. Im ersten Halbjahr 2006 war Schwinkendorf nochmal ausschließlich als Spieler beim FSV Zwickau tätig. Beim VfB Pößneck war er 2006/07 wieder als Spielertrainer aktiv.
Von August bis November 2007 trainierte er den Fußball-Verbandsligisten (Staffel Saar) SV Röchling Völklingen. Nach seinem Weggang aus Völklingen unterbrach er für einige Zeit seine Tätigkeit im Fußball und wurde Tennislehrer im südbadischen Hinterzarten.
Mit Beginn der Saison 2010/11 wurde er Trainer des 1. FC Gera 03 in der Thüringenliga und erreichte sofort den Wiederaufstieg des Vereins in die NOFV-Oberliga, wurde jedoch nach einem schwachen Saisonbeginn im August 2011 entlassen. Nach einem Engagement bei der zweiten Mannschaft von Eintracht Norderstedt betreute er von August bis Dezember 2013 Fetihspor Kaltenkirchen, von wo er zur vierten Mannschaft des Hamburger SV wechselte. Beim HSV IV war Schwinkendorf bis Sommer 2016 tätig.

### Statistik
| Liga          | Spiele (Tore) |
| ------------- | ------------- |
| Bundesliga    | 023 (0)       |
| 2. Bundesliga | 179 (8)       |
| Wettbewerb    |               |
| DFB-Pokal     | 014 (1)       |
| FA Cup        | 001 (0)       |

## Erfolge
SC Freiburg
- Aufstieg in die Bundesliga: 1998